# Sahaba
De sahaba (enkelvoud: sahabi) of metgezellen (Arabisch: صحابة) is de groep van personen die Mohammed, doorgaans gezien als de laatste profeet in de islam, nog tijdens zijn leven volgde. Een sahabi kende of zag Mohammed persoonlijk en geloofde in zijn leer, ook na de dood van Mohammed. Toen Mohammed overleed waren er vermoedelijk meer dan 100.000 sahaba.
Belangrijke sahaba zijn: Aboe Bakr, Anas ibn Malik, Omar, Uthman, Ali, Talha ibn Oebeydullah, Zubayr ibn al-Awwam, Abd al-Rahman ibn Awf, Sa`d ibn Abi Waqqas, Said ibn Zayd, Abu Ubayda ibn al-Jarrah, Khalid ibn Walid, Abdullah ibn Abbas, Ibn Umar.
Enkele sahaba hebben geschreven over de leer en het leven van Mohammed. Zij vormden gedeeltelijk de basis van de Hadith, naast de Koran een belangrijke bron in de islam.
Na het noemen of schrijven van een naam der metgezellen voegen moslims uit respect vaak radi Allahu 'anhu (moge God tevreden zijn met hem (of haar)) achter de naam toe. Ook meestal verkort achter de naam met (r.a.) of (ra).